# Kontinental Hockey League 2014-2015
La stagione 2014-2015 è stata la 7ª edizione della Kontinental Hockey League. La stagione regolare prese il via il 3 settembre 2014 con la Kubok Otkrytija. Il numero di squadre rimase invariato a 28, con l'abbandono di tre squadre e l'arrivo di tre nuove formazioni. Il calendario subì alcune modifiche portando il numero di gare disputate a 60. Il KHL All-Star Game ebbe luogo il 25 gennaio 2015 presso il Palazzo del ghiaccio Bol'šoj di Soči, casa dell'HC Soči. Per motivi finanziari non fu disputata la terza edizione della Kubok Nadeždy, torneo dedicato alle squadre non qualificate ai playoff. A conquistare il titolo fu per la prima volta lo SKA Pietroburgo, il quale trionfò in Gara 5 contro l'Ak Bars Kazan'.

## Squadre partecipanti
- Admiral
- Ak Bars Kazan’
- Amur Chabarovsk
- Atlant Mytišči
- Avangard Omsk
- Avtomobilist
- Barys Astana
- CSKA Mosca
- Dinamo Minsk
- Dinamo Mosca
- Dinamo Riga
- Jokerit
- Jugra C.-M.
- Lada Togliatti

- Lok. Jaroslavl’
- Magnitogorsk
- Medveščak
- Metallurg Novok.
- Neftechimik
- Salavat Julaev
- Severstal’
- Sibir’ Novosibirsk
- SKA Pietroburgo
- Slovan Bratislava
- Soči
- Torpedo N. Novg.
- Traktor Čeljabinsk
- Vitjaz’ Podol’sk

## Pre-season

### Espansione
Prima dell'inizio della stagione la KHL annunciò la partecipazione di tre nuove squadre a partire dalla stagione 2014-2015: lo Jokerit di Helsinki, formazione proveniente dalla Liiga, il Lada Togliatti (già membro della KHL che ha militato nelle ultime stagioni in VHL) e il Soči, expansion team di Soči.
Dall'altra parte invece furono tre le squadre costrette a saltare la stagione 2014-15. Il Donbas Donec'k fu costretto a ritirarsi momentaneamente dalla lega a causa della guerra in corso nell'Ucraina orientale e a optare per una stagione nel campionato ucraino, per poi ritornare in KHL nella stagione 2015-16. Il Lev Praga finalista della scorsa stagione rinunciò all'iscrizione per problemi finanziari. In aggiunta anche lo Spartak Mosca fu colpito da gravi problemi finanziari per la mancanza di sponsor, e per la stagione 2014-15 si iscrisse in VHL.

### Junior Draft
Il KHL Junior Draft 2014 fu il sesto draft organizzato dalla Kontinental Hockey League, e si tenne il 7-8 maggio 2014 presso il Palazzo del ghiaccio di San Pietroburgo. Furono selezionato in totale 206 giocatori, e la prima scelta fu l'attaccante russo Kirill Kaprizov, selezionato dal Metallurg Novokuzneck.

### Modifiche
Nel corso della stagione regolare ciascuna squadra disputa 60 partite, 6 in più rispetto alla stagione precedente: 24 sfide all'interno della propria divisione, 14 contro l'altra divisione della propria Conference, 14 contro le squadre dell'altra Conference e infine 8 sfide extra su basi geografiche. Tale scelta fu fatta per contenere il numero e la durata delle trasferte. Le otto migliori formazioni di ciascuna Conference accedono ai playoff, disputati al meglio delle sette partite in tutti i turni.

## Stagione regolare

### Kubok Otkrytija
La stagione regolare prese il via il 3 settembre 2014 con la settima edizione della Kubok Otkrytija, competizione disputata dai finalisti della stagione precedente. Si contesero il titolo la Dinamo Mosca, squadra scelta al posto del Lev Praga, e il Metallurg Magnitogorsk, detentore della Kubok Gagarina. La sfida fu vinta dai campioni in carica del Metallurg Magnitogorsk per 6-1.
| Magnitogorsk 3 settembre 2014, ore 19:00 UTC+6 | Metallurg Magnitogorsk | 6 – 1 (3-1; 2-0; 1-0) referto | Dinamo Mosca | Arena-Metallurg (7.523 spett.) |

### Classifiche
= Qualificata per i playoff,       = Vincitore della Conference,       = Vincitore della Kubok Kontinenta, ( ) = Posizione nella Conference

#### Western Conference
Divizion Bobrova
|    |                        | PG | V  | VOT | SOT | S  | GF  | GS  | PT  |
| -- | ---------------------- | -- | -- | --- | --- | -- | --- | --- | --- |
| 1. | SKA Pietroburgo (2)    | 60 | 36 | 5   | 5   | 14 | 210 | 136 | 123 |
| 2. | Jokerit (4)            | 60 | 35 | 5   | 4   | 16 | 171 | 136 | 119 |
| 3. | Dinamo Minsk (5)       | 60 | 27 | 7   | 5   | 21 | 171 | 159 | 100 |
| 4. | Atlant Mytišči (9)     | 60 | 23 | 4   | 8   | 25 | 158 | 161 | 85  |
| 5. | Dinamo Riga (12)       | 60 | 22 | 3   | 5   | 30 | 136 | 160 | 77  |
| 6. | Medveščak (13)         | 60 | 17 | 6   | 5   | 32 | 147 | 191 | 68  |
| 7. | Slovan Bratislava (14) | 60 | 15 | 5   | 8   | 32 | 136 | 188 | 63  |

Divizion Tarasova
|    |                       | PG | V  | VOT | SOT | S  | GF  | GS  | PT  |
| -- | --------------------- | -- | -- | --- | --- | -- | --- | --- | --- |
| 1. | CSKA Mosca (1)        | 60 | 39 | 10  | 2   | 9  | 207 | 98  | 139 |
| 2. | Dinamo Mosca (3)      | 60 | 35 | 6   | 6   | 13 | 172 | 120 | 123 |
| 3. | Lok. Jaroslavl’ (6)   | 60 | 24 | 8   | 9   | 19 | 155 | 143 | 97  |
| 4. | Torpedo N. Novg. (7)  | 60 | 22 | 8   | 8   | 22 | 153 | 144 | 90  |
| 5. | Soči (8)              | 60 | 23 | 5   | 9   | 23 | 164 | 170 | 88  |
| 6. | Severstal’ (10)       | 60 | 19 | 8   | 12  | 21 | 157 | 168 | 85  |
| 7. | Vitjaz’ Podol’sk (11) | 60 | 20 | 6   | 6   | 28 | 152 | 186 | 78  |

#### Eastern Conference
Divizion Charlamova
|    |                        | PG | V  | VOT | SOT | S  | GF  | GS  | PT  |
| -- | ---------------------- | -- | -- | --- | --- | -- | --- | --- | --- |
| 1. | Ak Bars Kazan’ (1)     | 60 | 34 | 6   | 6   | 14 | 169 | 115 | 120 |
| 2. | Magnitogorsk (3)       | 60 | 32 | 8   | 5   | 15 | 174 | 129 | 117 |
| 3. | Traktor Čeljabinsk (7) | 60 | 21 | 8   | 7   | 24 | 144 | 154 | 86  |
| 4. | Avtomobilist (8)       | 60 | 21 | 5   | 8   | 26 | 134 | 147 | 81  |
| 5. | Neftechimik (10)       | 60 | 17 | 8   | 6   | 29 | 165 | 199 | 73  |
| 6. | Lada Togliatti (11)    | 60 | 16 | 8   | 4   | 32 | 130 | 158 | 68  |
| 7. | Jugra C.-M. (12)       | 60 | 14 | 7   | 8   | 31 | 134 | 176 | 64  |

Divizion Černyšëva
|    |                        | PG | V  | VOT | SOT | S  | GF  | GS  | PT  |
| -- | ---------------------- | -- | -- | --- | --- | -- | --- | --- | --- |
| 1. | Sibir’ Novosibirsk (2) | 60 | 34 | 3   | 3   | 20 | 176 | 125 | 111 |
| 2. | Avangard Omsk (4)      | 60 | 30 | 5   | 8   | 17 | 172 | 139 | 108 |
| 3. | Barys Astana (5)       | 60 | 24 | 6   | 9   | 21 | 170 | 165 | 93  |
| 4. | Salavat Julaev (6)     | 60 | 25 | 3   | 5   | 27 | 158 | 173 | 86  |
| 5. | Admiral (9)            | 60 | 20 | 8   | 4   | 28 | 162 | 172 | 80  |
| 6. | Metallurg Novok. (13)  | 60 | 10 | 10  | 3   | 37 | 115 | 190 | 53  |
| 7. | Amur Chabarovsk (14)   | 60 | 11 | 3   | 6   | 40 | 117 | 207 | 45  |

### Statistiche

#### Classifica marcatori
La seguente lista elenca i migliori marcatori al termine della stagione regolare.

| Giocatore         | Squadra         | PG | G  | A  | Pt | +/- | MP  |
| ----------------- | --------------- | -- | -- | -- | -- | --- | --- |
| Aleksandr Radulov | CSKA Mosca      | 46 | 24 | 47 | 71 | +37 | 143 |
| Jan Kovář         | Magnitogorsk    | 60 | 24 | 44 | 68 | +15 | 50  |
| Danis Zaripov     | Magnitogorsk    | 60 | 24 | 40 | 64 | +13 | 40  |
| Stéphane Da Costa | CSKA Mosca      | 46 | 30 | 32 | 62 | +26 | 12  |
| Artemij Panarin   | SKA Pietroburgo | 54 | 26 | 36 | 62 | +18 | 37  |
| Charles Linglet   | Dinamo Minsk    | 54 | 22 | 36 | 58 | -2  | 59  |
| Steve Moses       | Jokerit         | 60 | 36 | 21 | 57 | +11 | 20  |
| Matt Ellison      | Dinamo Minsk    | 58 | 24 | 33 | 57 | -2  | 38  |
| Nigel Dawes       | Barys Astana    | 60 | 32 | 24 | 56 | +18 | 48  |
| Denis Paršin      | Avangard Omsk   | 60 | 25 | 31 | 56 | +18 | 40  |

#### Classifica portieri
La seguente lista elenca i migliori portieri al termine della stagione regolare.
| Giocatore         | Squadra        | PG | Min     | V  | S | OTS | GS | SO | Sv%  | MGS  |
| ----------------- | -------------- | -- | ------- | -- | - | --- | -- | -- | ---- | ---- |
| Kevin Lalande     | Dinamo Minsk   | 23 | 1297:10 | 16 | 3 | 2   | 30 | 6  | .934 | 1.39 |
| Aleksandr Lazušin | Dinamo Mosca   | 21 | 1156:59 | 13 | 3 | 1   | 28 | 5  | .946 | 1.45 |
| Anders Nilsson    | Ak Bars Kazan’ | 38 | 2247:52 | 20 | 9 | 8   | 64 | 5  | .936 | 1.71 |
| Stanislav Galimov | CSKA Mosca     | 35 | 2055:31 | 23 | 5 | 5   | 61 | 6  | .919 | 1.78 |
| Ėmil' Garipov     | Ak Bars Kazan’ | 23 | 1383:26 | 16 | 5 | 2   | 41 | 1  | .933 | 1.78 |

## Playoff

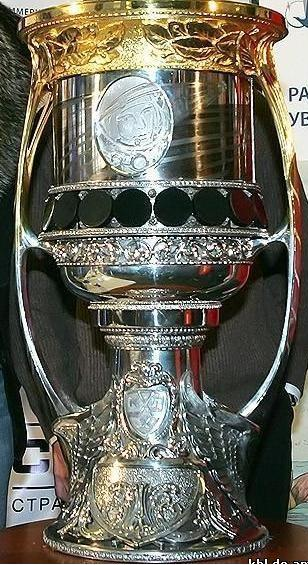
Il trofeo della Kubok Gagarina

Al termine della stagione regolare le migliori 16 squadre del campionato si qualificarono per i playoff. Il CSKA Mosca si aggiudicò la Kubok Kontinenta avendo ottenuto il miglior record della lega con 139 punti. I campioni di ciascuna Divizion conservarono il proprio ranking per l'intera durata dei playoff, mentre le altre squadre furono ricollocate nella graduatoria dopo il primo turno.

### Tabellone playoff
In ciascun turno la squadra con il ranking più alto si sfidò con quella dal posizionamento più basso, usufruendo anche del vantaggio del fattore campo. Nella finale della Coppa Gagarin il fattore campo fu determinato dai punti ottenuti in stagione regolare dalle due squadre. Ciascuna serie, al meglio delle sette gare, seguì il formato 2–2–1–1–1: la squadra migliore in stagione regolare avrebbe disputato in casa Gara-1 e 2, (se necessario anche Gara-5 e 7), mentre quella posizionata peggio avrebbe giocato nel proprio palazzetto Gara-3 e 4 (se necessario anche Gara-6). I playoff iniziarono a partire dal 27 febbraio 2015.
|  | Quarti di finale Conference | Quarti di finale Conference                      | Quarti di finale Conference |   |              | Semifinali Conference | Semifinali Conference  | Semifinali Conference |                    |                    | Finali Conference  | Finali Conference  | Finali Conference  |  |  | Finale Coppa Gagarin | Finale Coppa Gagarin | Finale Coppa Gagarin |
|  |                             |                                                  |                             |   |              |                       |                        |                       |                    |                    |                    |                    |                    |  |  |                      |                      |                      |
|  | 1                           | Ak Bars Kazan'                                   | 4                           |   |              | 1                     | Ak Bars Kazan'         | 4                     |                    |                    |                    |                    |                    |  |  |                      |                      |                      |
|  | 8                           | Avtomobilist                                     | 1                           |   |              | 4                     | Avangard Omsk          | 1                     |                    |                    |                    |                    |                    |  |  |                      |                      |                      |
|  |                             |                                                  |                             |   |              |                       |                        |                       |                    |                    |                    |                    |                    |  |  |                      |                      |                      |
|  | 2                           | Sibir' Novosibirsk                               | 4                           |   |              |                       |                        |                       | Eastern Conference | Eastern Conference | Eastern Conference | Eastern Conference | Eastern Conference |  |  |                      |                      |                      |
|  | 2                           | Sibir' Novosibirsk                               | 4                           |   |              |                       |                        |                       | Eastern Conference | Eastern Conference | Eastern Conference | Eastern Conference | Eastern Conference |  |  |                      |                      |                      |
|  | 7                           | Traktor Čeljabinsk                               | 2                           |   |              |                       |                        |                       |                    |                    |                    |                    |                    |  |  |                      |                      |                      |
|  | 7                           | Traktor Čeljabinsk                               | 2                           |   |              |                       |                        |                       |                    | 1                  | Ak Bars Kazan'     | 4                  |                    |  |  |                      |                      |                      |
|  |                             |                                                  |                             |   |              |                       |                        |                       |                    | 1                  | Ak Bars Kazan'     | 4                  |                    |  |  |                      |                      |                      |
|  |                             | 2                                                | Sibir' Novosibirsk          | 1 |              |                       |                        |                       |                    |                    |                    |                    |                    |  |  |                      |                      |                      |
|  | 3                           | 2                                                | Sibir' Novosibirsk          | 1 | Metallurg Mg | 4                     |                        |                       |                    |                    |                    |                    |                    |  |  |                      |                      |                      |
|  | 3                           |                                                  |                             |   | Metallurg Mg | 4                     |                        |                       |                    |                    |                    |                    |                    |  |  |                      |                      |                      |
|  | 6                           | Salavat Julaev                                   | 1                           |   |              |                       |                        |                       |                    |                    |                    |                    |                    |  |  |                      |                      |                      |
|  | 6                           | Salavat Julaev                                   | 1                           |   |              |                       |                        |                       |                    |                    |                    |                    |                    |  |  |                      |                      |                      |
|  |                             |                                                  |                             |   |              |                       |                        |                       |                    |                    |                    |                    |                    |  |  |                      |                      |                      |
|  |                             |                                                  |                             |   |              |                       |                        |                       |                    |                    |                    |                    |                    |  |  |                      |                      |                      |
|  | 4                           | Avangard Omsk                                    | 4                           |   | 2            | Sibir' Novosibirsk    | 4                      |                       |                    |                    |                    |                    |                    |  |  |                      |                      |                      |
|  | 4                           | Avangard Omsk                                    | 4                           |   | 2            | Sibir' Novosibirsk    | 4                      |                       |                    |                    |                    |                    |                    |  |  |                      |                      |                      |
|  | 5                           | Barys Astana                                     | 3                           |   |              | 3                     | Metallurg Magnitogorsk | 1                     |                    |                    |                    |                    |                    |  |  |                      |                      |                      |
|  | 5                           | Barys Astana                                     | 3                           |   |              |                       |                        |                       |                    | 1                  | Ak Bars Kazan'     | 1                  |                    |  |  |                      |                      |                      |
|  |                             | (Accoppiamenti ristabiliti dopo il primo turno.) |                             |   |              |                       |                        |                       |                    | 1                  | Ak Bars Kazan'     | 1                  |                    |  |  |                      |                      |                      |
|  |                             | 2                                                | SKA S. Pietroburgo          | 4 |              |                       |                        |                       |                    |                    |                    |                    |                    |  |  |                      |                      |                      |
|  | 1                           | 2                                                | SKA S. Pietroburgo          | 4 | CSKA Mosca   | 4                     |                        |                       | 1                  | CSKA Mosca         | 4                  |                    |                    |  |  |                      |                      |                      |
|  | 1                           |                                                  |                             |   | CSKA Mosca   | 4                     |                        |                       | 1                  | CSKA Mosca         | 4                  |                    |                    |  |  |                      |                      |                      |
|  | 8                           | Soči                                             | 0                           |   |              | 4                     | Jokerit                | 1                     |                    |                    |                    |                    |                    |  |  |                      |                      |                      |
|  | 8                           | Soči                                             | 0                           |   |              | 4                     | Jokerit                | 1                     |                    |                    |                    |                    |                    |  |  |                      |                      |                      |
|  |                             |                                                  |                             |   |              |                       |                        |                       |                    |                    |                    |                    |                    |  |  |                      |                      |                      |
|  | 2                           | SKA S. Pietroburgo                               | 4                           |   |              |                       |                        |                       |                    |                    |                    |                    |                    |  |  |                      |                      |                      |
|  | 2                           | SKA S. Pietroburgo                               | 4                           |   |              |                       |                        |                       |                    |                    |                    |                    |                    |  |  |                      |                      |                      |
|  | 7                           | Torpedo N. Novgorod                              | 1                           |   |              |                       |                        |                       |                    |                    |                    |                    |                    |  |  |                      |                      |                      |
|  | 7                           | Torpedo N. Novgorod                              | 1                           |   |              |                       |                        |                       | 1                  | CSKA Mosca         | 3                  |                    |                    |  |  |                      |                      |                      |
|  |                             |                                                  |                             |   |              |                       |                        |                       | 1                  | CSKA Mosca         | 3                  |                    |                    |  |  |                      |                      |                      |
|  |                             | 2                                                | SKA S. Pietroburgo          | 4 |              |                       |                        |                       |                    |                    |                    |                    |                    |  |  |                      |                      |                      |
|  | 3                           | 2                                                | SKA S. Pietroburgo          | 4 | Dinamo Mosca | 4                     |                        |                       |                    |                    |                    |                    |                    |  |  |                      |                      |                      |
|  | 3                           |                                                  |                             |   | Dinamo Mosca | 4                     |                        |                       |                    |                    |                    |                    |                    |  |  |                      |                      |                      |
|  | 6                           | Lokomotiv Jaroslavl'                             | 2                           |   |              |                       |                        |                       |                    |                    | Western Conference | Western Conference | Western Conference |  |  |                      |                      |                      |
|  | 6                           | Lokomotiv Jaroslavl'                             | 2                           |   |              |                       |                        |                       |                    |                    | Western Conference | Western Conference | Western Conference |  |  |                      |                      |                      |
|  |                             |                                                  |                             |   |              |                       |                        |                       |                    |                    |                    |                    |                    |  |  |                      |                      |                      |
|  | 4                           | Jokerit                                          | 4                           |   | 2            | SKA S. Pietroburgo    | 4                      |                       |                    |                    |                    |                    |                    |  |  |                      |                      |                      |
|  | 4                           | Jokerit                                          | 4                           |   | 2            | SKA S. Pietroburgo    | 4                      |                       |                    |                    |                    |                    |                    |  |  |                      |                      |                      |
|  | 5                           | Dinamo Minsk                                     | 1                           |   |              | 3                     | Dinamo Mosca           | 1                     |                    |                    |                    |                    |                    |  |  |                      |                      |                      |

### Coppa Gagarin
La finale della Coppa Gagarin 2015 è stata una serie al meglio delle sette gare che ha determinato il campione della Kontinental Hockey League per la stagione 2014-15. A contendersi il titolo della Kubok Gagarina vi sono stati lo SKA Pietroburgo, vincitore della Western Conference, mentre nella Eastern Conference si qualificò l'Ak Bars Kazan'. Per lo SKA si trattò della prima finale di KHL, mentre il Kazan' aveva conquistato due titoli nel 2009 e nel 2010.

#### Serie
| Kazan' 11 aprile 2015, ore 17:00 UTC+3 | Ak Bars Kazan' | 2 – 4 (0-1; 0-2; 2-1) referto | SKA Pietroburgo | TatNeft Arena (8.585 spett.) |

| Kazan' 13 aprile 2015, ore 19:30 UTC+3 | Ak Bars Kazan' | 0 – 1 (0-1; 0-0; 0-0) referto | SKA Pietroburgo | TatNeft Arena (8.285 spett.) |

| San Pietroburgo 15 aprile 2015, ore 19:30 UTC+3 | SKA Pietroburgo | 1 – 2 (1-0; 0-0; 0-2) referto | Ak Bars Kazan' | Palazzo del ghiaccio (12.171 spett.) |

| San Pietroburgo 17 aprile 2015, ore 19:30 UTC+3 | SKA Pietroburgo | 3 – 2 (1-0; 1-1; 1-1) referto | Ak Bars Kazan' | Palazzo del ghiaccio (12.477 spett.) |

| Kazan' 19 aprile 2015, ore 17:00 UTC+3 | Ak Bars Kazan' | 1 – 6 (0-4; 1-1; 0-1) referto | SKA Pietroburgo | TatNeft Arena (8.152 spett.) |

## Classifica finale
| Pos. | Squadra            |
| ---- | ------------------ |
| 1    | SKA Pietroburgo    |
| 2    | Ak Bars Kazan’     |
| 3    | CSKA Mosca         |
| 4    | Sibir’ Novosibirsk |
| 5    | Dinamo Mosca       |
| 6    | Jokerit            |
| 7    | Magnitogorsk       |
| 8    | Avangard Omsk      |
| 9    | Dinamo Minsk       |
| 10   | Lok. Jaroslavl’    |
| 11   | Barys Astana       |
| 12   | Torpedo N. Novg.   |
| 13   | Soči               |
| 14   | Salavat Julaev     |
| 15   | Traktor Čeljabinsk |
| 16   | Avtomobilist       |
| 17   | Atlant Mytišči     |
| 18   | Severstal’         |
| 19   | Admiral            |
| 20   | Vitjaz’ Podol’sk   |
| 21   | Dinamo Riga        |
| 22   | Neftechimik        |
| 23   | Medveščak          |
| 24   | Lada Togliatti     |
| 25   | Jugra C.-M.        |
| 26   | Slovan Bratislava  |
| 27   | Metallurg Novok.   |
| 28   | Amur Chabarovsk    |

### Premi KHL
Il 24 maggio 2015 la KHL tenne la cerimonia di premiazione per la stagione 2014-2015. Furono distribuiti in totale 24 diversi premi attribuiti a squadre, giocatori e dirigenti.
| Trofeo Golden Hockey Stick (MVP stagione regolare) | Aleksandr Radulov (CSKA) |
| Miglior allenatore                                 | Vjačeslav Bykov (SKA)    |
| Premio Aleksej Čerepanov (miglior rookie)          | Maksim Mamin (CSKA)      |

### KHL All-Star Team
| Attacco:  | Aleksandr Radulov - Steve Moses - Artemij Panarin |
| Difesa:   | Nikita Zajcev - Maksim Čudinov                    |
| Portiere: | Anders Nilsson                                    |

### Giocatori del mese
| Mese      | Portiere                     | Difensore                 | Attaccante                | Rookie                           |
| --------- | ---------------------------- | ------------------------- | ------------------------- | -------------------------------- |
| Settembre | Stanislav Galimov (CSKA)     | Anton Belov (SKA)         | Sergej Širokov (Omsk)     | Vladislav Kamenev (Magnitogorsk) |
| Ottobre   | Ivan Kasutin (Torpedo)       | Maksim Čudinov (SKA)      | Artemij Panarin (SKA)     | Ivan Nalimov (Admiral)           |
| Novembre  | Mikko Koskinen (Sibir')      | Georgij Mišarin (CSKA)    | Igor' Grigorenko (CSKA)   | Pavel Koledov (Soči)             |
| Dicembre  | Michael Garnett (Traktor)    | Nick Bailen (Minsk)       | Dmitrij Kugryšev (Sibir') | Damir Musin (Kazan')             |
| Gennaio   | Aleksandr Lazušin (D. Mosca) | Aleksej Semënov (Vitjaz') | Michail Varnakov (Kazan') | Vjačeslav Leščenko (Atlant)      |
| Febbraio  | Anders Nilsson (Kazan')      | Deron Quint (Traktor)     | Charles Linglet (Minsk)   | Maksim Mamin (CSKA)              |